# イソルダ (小惑星)
イソルダ (211 Isolda) は、小惑星帯に位置するとても大きくて暗い小惑星の一つ。炭素化合物でできていると推定され、C型小惑星に分類される。
1879年12月10日にオーストリアの天文学者、ヨハン・パリサがポーラ（現クロアチア領プーラ）で発見し、『トリスタンとイゾルデ』の伝説に登場するヒロイン、イゾルデにちなんで命名された。